# Trois Bébés sur les bras
Pour plus de détails, voir Fiche technique et Distribution.
Trois Bébés sur les bras (Rock-a-Bye Baby) est un film américain réalisé par Frank Tashlin et sorti en 1958.

## Synopsis
Clayton Poole (Jerry Lewis) est un réparateur de télés solitaire, sans amour ni enfants, mais qui est amoureux fou d'une amie d'enfance, désormais  star de cinéma, Carla Napoli (Marilyn Maxwell). Celle-ci donne naissance à des triplées. Malheureusement le mari de Carla est mort et, pour des raisons de publicité, elle décide de confier ses filles à Clayton. Mais il se rend compte rapidement qu'élever trois enfants seul est difficile, surtout avec le père de Carla, Gigi Napoli, sur le dos. Pour garder les enfants que l'assistance publique veut lui retirer, il épouse la petite sœur de Carla, Sandra (Connie Stevens), qui est secrètement amoureuse de lui. Mais Carla annonce entre-temps officiellement son mariage avec Clayton et celui-ci est du coup recherché par la police pour bigamie.

## Fiche technique
- Titre original : Rock-a-Bye Baby
- Titre français : Trois Bébés sur les bras
- Réalisation : Frank Tashlin
- Scénario : Frank Tashlin, d'après The Miracle of Morgan's Creek de Preston Sturges
- Direction artistique : Tambi Larsen et Hal Pereira
- Décors : Robert R. Benton et Sam Comer
- Costumes : Edith Head
- Photographie : Haskell B. Boggs
- Son : Charles Grenzbach et Gene Merritt
- Montage : Alma Macrorie
- Musique : Walter Scharf
- Production : Jerry Lewis
- Société de production : York Pictures Corporation
- Société de distribution : Paramount Pictures
- Pays d'origine :  États-Unis
- Langue originale : anglais
- Format : couleur (technicolor) — 35 mm (VistaVision) — 1,85:1 — Son mono (Westrex Recording System)
- Genre :  comédie
- Durée : 103 minutes (1h43)
- Dates de sortie :
  - États-Unis : 23 juillet 1958
  - France : 17 décembre 1958
- Affiche : Boris Grinsson (France)

## Distribution
- Jerry Lewis (VF : Jacques Dynam) : Clayton Poole
- Marilyn Maxwell (VF : Thérèse Rigaut) : Carla Naples (Carla Napoli en VF)
- Connie Stevens (VF : Michèle Bardollet) : Sandra Naples (Sara Napoli en VF)
- Salvatore Baccaloni (VF : Fernand Rauzena) : Gigi Naples
- Reginald Gardiner (VF : Jacques Berthier) : Harold Hermann
- Hans Conried (VF : René Bériard) : Mr. Wright
- Isobel Elsom (VF : Hélène Tossy) : Mrs. Van Cleeve
- James Gleason : Doc Simpkins
- Ida Moore : Miss Bessie Polk
- Hope Emerson (VF : Lita Recio) : Mrs. Rogers
- Alex Gerry (VF : Georges Hubert) : le juge Jenkins
- Mary Treen : l'infirmière
- Judy Franklin : Carla enfant
- Gary Lewis : Clayton enfant

## Chansons du film
- Rock-a-Bye Baby - Jerry Lewis
- The Land of La-La-La - Jerry Lewis et Gary Lewis
- Love Is a Lonely Thing - Jerry Lewis
- Dormi, dormi, dormi - Jerry Lewis et Salvatore Baccaloni
- Why Can't He Care for Me ? - Connie Stevens
- The White Virgin of the Nile - Marilyn Maxwell

## Autour du film
- Le titre du film est inspiré de la comptine anglo-saxonne homonyme Rock-a-bye Baby (en).

- C'est le propre fils de Jerry Lewis, Gary Lewis (en), qui joue le rôle de Clayton enfant.